# Blera kyotoensis
Blera kyotoensis är en tvåvingeart som först beskrevs av Tokuichi Shiraki 1952.  Blera kyotoensis ingår i släktet stubblomflugor, och familjen blomflugor. Inga underarter finns listade i Catalogue of Life.